# Schlewecke (Bad Harzburg)
Schlewecke [ˈʃleːˌvɛkə] (von altsächsisch Slifede, niederdeutsch Sleiwecke) ist ein Stadtteil von Bad Harzburg im Landkreis Goslar in Niedersachsen, Deutschland und 2,5 km nordwestlich vom Kernbereich von Bad Harzburg entfernt. Es handelt sich nach der Kernstadt, Bündheim und Harlingerode um die viertgrößte Ortschaft im Stadtgebiet.

## Geografie

### Lage
Der Dorfkern liegt wenige Kilometer nördlich des Harzes im Tal zwischen dem westlichen Langenberg und dem östlichen Scharenberg und liegt damit direkt auf der Harznordrandverwerfung, einer von Hahausen bis Ballenstedt reichenden geologischen Störung. Durch dieses Tal und den Ort fließt die Gläsecke, die in die östlich verlaufende Radau mündet.

### Nachbarorte
| Harlingerode      | Vienenburg Gut Radau Radauanger             | Lochtum Bettingerode     |
| Oker Göttingerode | Kompassrose, die auf Nachbargemeinden zeigt | Mathildenhütte Westerode |
|                   |                                             | Bündheim Bad Harzburg    |

### Ortsgliederung
Zu Schlewecke gehört statistisch der Wohnplatz Radauanger.

## Geschichte

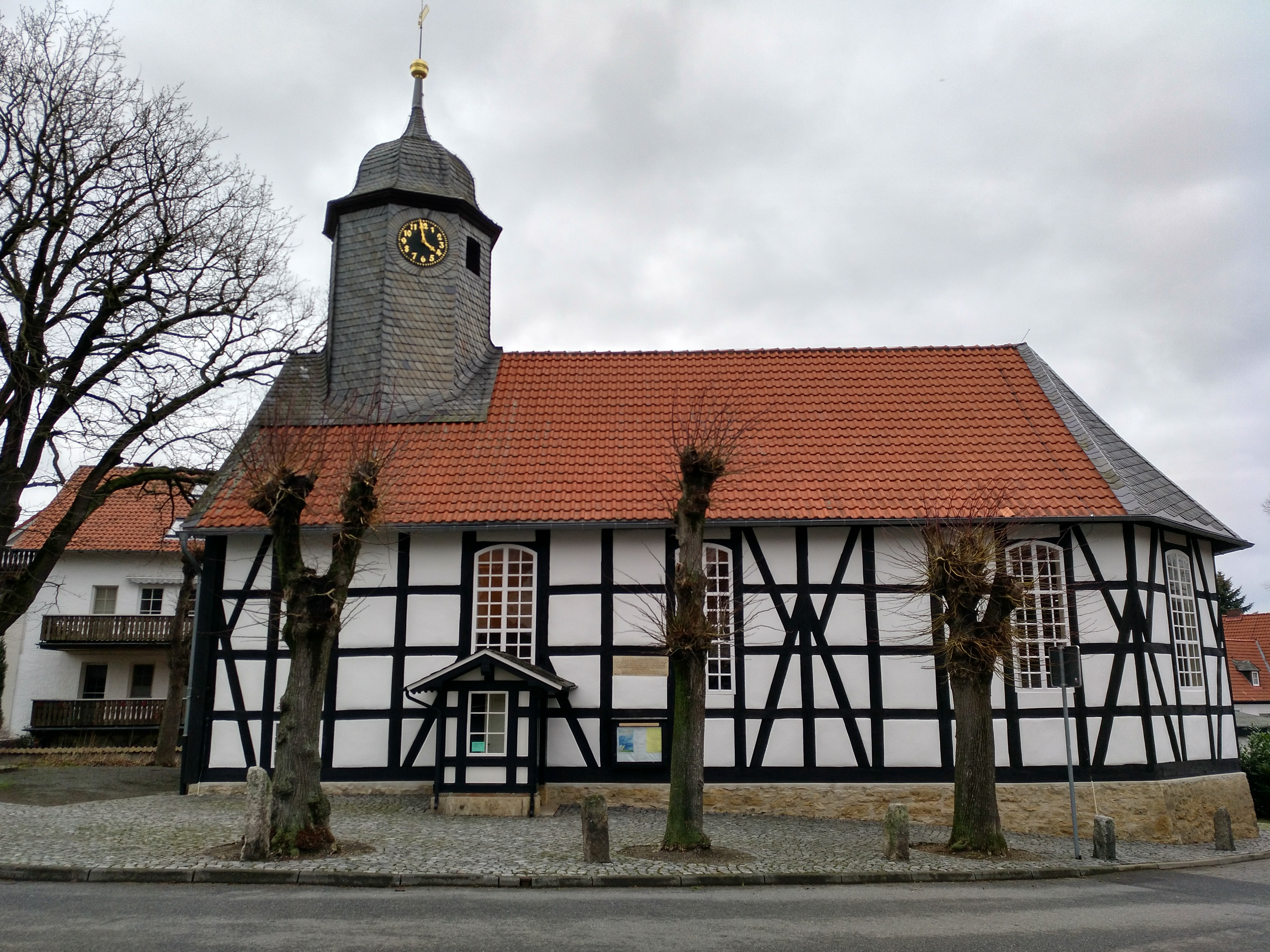
Dorfkirche

### Vorgeschichte
Für Schlewecke sind insgesamt vier Funde von Hammeräxten belegt, zwei davon auf dem Flurstück Heisenkamp.

### Ortsname
Die Bedeutung von Schlewecke ist nicht bekannt. Im 2018 herausgebrachten Niedersächsischen Ortsnamenbuch wird die Deutung als „Ort bei den Schlehenbüschen“ (vgl. Richard Wieries, 1937), die auch im Feuerwehrwappen dargestellt ist, abgelehnt. Jürgen Udolph setzt eine urgermanische Basis slaƀ- an, die in Bezug zu Wörtern in anderen germanischen Sprachen mit der Bedeutung „Schlammwasser, Pfütze“ steht.
Die Entwicklung der Endung -ecke ist hingegen bekannt. Sie ist erst ab dem 16. Jahrhundert bezeugt und wurde an den früheren Ortsnamen Schleve (1568) nachträglich hinzugefügt. Ursprünglich endete der Ort auf -ithi, die bis heute in Lengde erhalten ist. Im Niedersächsischen Ortsnamenbuch heißt es dazu:

„Mit -ithi-Suffixen werden stellen bezeichnet, an denen das in der Basis genannte vorrangig vorkommt (vgl. NOB III S. 444; Berger, Namen S. 93)“

Die Ursprungsform, die äquivalent zu einem heutigen „*Schlewede“ ist, verschliff später zu einer Form „*Schlewe“, auf der das heutige Wort Schlewecke basiert.

### Neuzeit

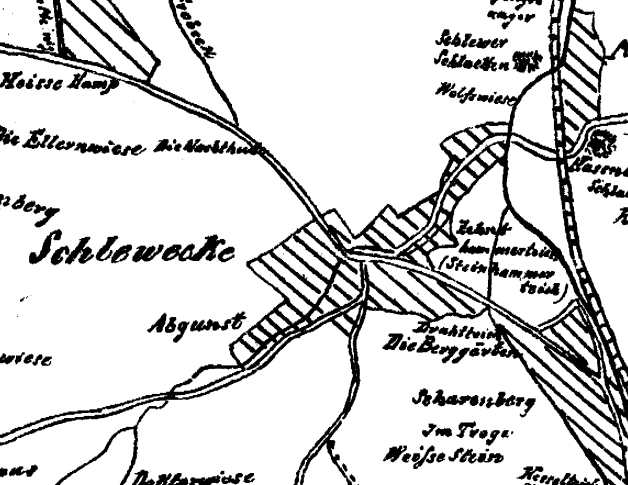
Schlewecke im Jahre 1910

Am 10. Juni 1708 wurde die Schlewische Dorfkirche eingeweiht. Bis weit in das 19. Jahrhundert war Schlewecke ein von der Land- und Forstwirtschaft abhängiges Dorf, das erst durch die Eröffnung der Mathildenhütte im Jahre 1861 im Nachbarort Westerode zumindest an von der industriellen Entwicklung im Umland profitierte. Zwischen 1893 und 1903 bestand in Schlewecke eine eigene Post-Agentur der Harzburger Postexpedition; Postagenten der Stelle waren Dietrich Himstedt (1893/94) und Louis Heyke (1895–1903). 1912 wurde die Bahnstrecke Bad Harzburg–Oker am Nordostrand des Orts eröffnet, Schlewecke hatte hier bis 1976 einen Passagierhaltepunkt an der Bahnhofstraße.
Nach dem Zweiten Weltkrieg wurden Verhandlungen mit Nachbargemeinden zwecks einer Fusion durchgeführt: 1953/54 erwog man zunächst eine Fusion mit der Gemeinde Harlingerode, die letztlich aber am Widerstand des Schlewecker Gemeinderates scheiterte. Am 1. Januar 1963 wurde Schlewecke schließlich in den Nachbarort Bündheim eingemeindet, 1972 ging die Gemeinde wiederum in der Stadt Bad Harzburg auf.
Der Kindergarten in der Bahnhofstraße wurde im Jahr 1993 eröffnet. Zudem besitzt der Ort eine Grund- und eine Hauptschule.
Bis 1993 existierte in Schlewecke der TSG Bündheim-Schlewecke von 1890 e.V, der 1993 zusammen mit einem weiteren Verein zur TSG Bad Harzburg fusionierte. Am 24. Dezember 1995 wurde bei Radauanger der Windpark Schlewecke in Betrieb genommen.

### Einwohnerentwicklung
Einen starken Einwohnerschub erlebte die Gemeinde Schlewecke Ende des 19. Jahrhunderts sowie mit der Errichtung verschiedener Neubaugebiete im Laufe des 20. Jahrhunderts (Heisenkamp/Hofbreite, Schlewecker Trift).
| Bad Harzburg-Schlewecke – Bevölkerungsentwicklung seit 1798                                                           | Bad Harzburg-Schlewecke – Bevölkerungsentwicklung seit 1798 | Bad Harzburg-Schlewecke – Bevölkerungsentwicklung seit 1798 | Bad Harzburg-Schlewecke – Bevölkerungsentwicklung seit 1798 | Bad Harzburg-Schlewecke – Bevölkerungsentwicklung seit 1798 | Bad Harzburg-Schlewecke – Bevölkerungsentwicklung seit 1798 | Bad Harzburg-Schlewecke – Bevölkerungsentwicklung seit 1798 | Bad Harzburg-Schlewecke – Bevölkerungsentwicklung seit 1798 | Bad Harzburg-Schlewecke – Bevölkerungsentwicklung seit 1798 |
| Entwicklung | Jahr                                                        | Einwohnerzahl                                               | Jahr                                                        | Einwohnerzahl                                               | Jahr                                                        | Einwohnerzahl                                               | Jahr                                                        | Einwohnerzahl                                               |
| --- | ----------------------------------------------------------- | ----------------------------------------------------------- | ----------------------------------------------------------- | ----------------------------------------------------------- | ----------------------------------------------------------- | ----------------------------------------------------------- | ----------------------------------------------------------- | ----------------------------------------------------------- |
| Hier fehlt eine Grafik, die leider im Moment aus technischen Gründen nicht angezeigt werden kann. Wir arbeiten daran! |                                                             |                                                             |                                                             |                                                             |                                                             |                                                             |                                                             |                                                             |
| 1798 | 285                                                         | 1977                                                        | 1530                                                        | 2012                                                        | 1752                                                        | 2019                                                        | 1649                                                        |                                                             |
| 1877 | 685                                                         | 2005                                                        | 1883                                                        | 2013                                                        | 1734                                                        | 0                                                           | 0                                                           |                                                             |
| 1885 | 518                                                         | 2007                                                        | 1873                                                        | 2014                                                        | 1730                                                        | 0                                                           | 0                                                           |                                                             |
| 1907 | 1126                                                        | 2008                                                        | 1832                                                        | 2015                                                        | 1739                                                        | 0                                                           | 0                                                           |                                                             |
| 1925 | 1191                                                        | 2009                                                        | 1832                                                        | 2016                                                        | 1758                                                        | 0                                                           | 0                                                           |                                                             |
| 1933 | 1224                                                        | 2010                                                        | 1819                                                        | 2017                                                        | 1761                                                        | 0                                                           | 0                                                           |                                                             |
| 1939 | 1225                                                        | 2011                                                        | 1745                                                        | 2018                                                        | 1645                                                        | 0                                                           | 0                                                           |                                                             |
| Quelle: 1798, 1877, 1885–1939, 1907, 1977, ab 2011, 2018 und 2019.                                                    |                                                             |                                                             |                                                             |                                                             |                                                             |                                                             |                                                             |                                                             |

## Wirtschaft und Infrastruktur

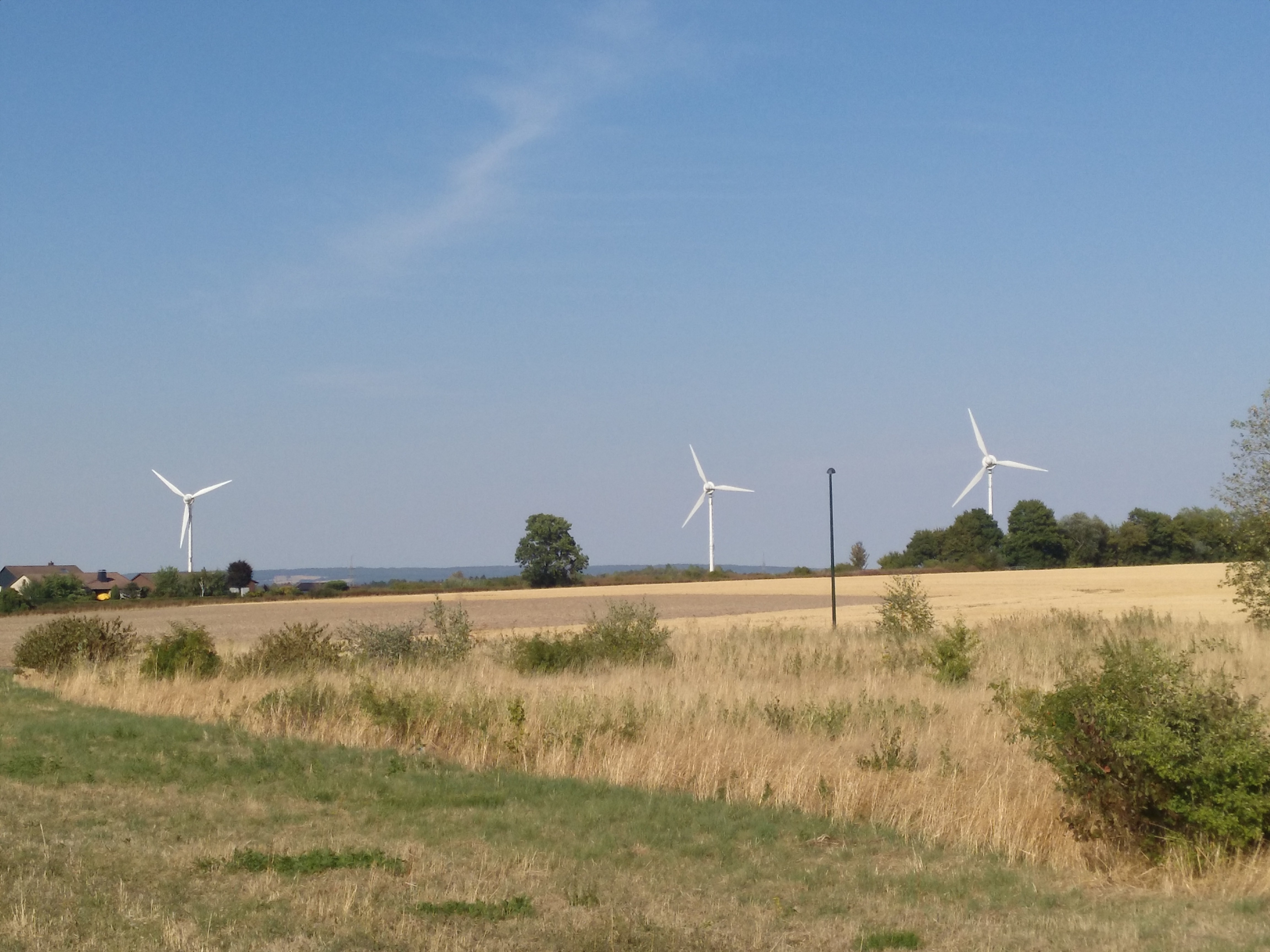
Windpark Schlewecke

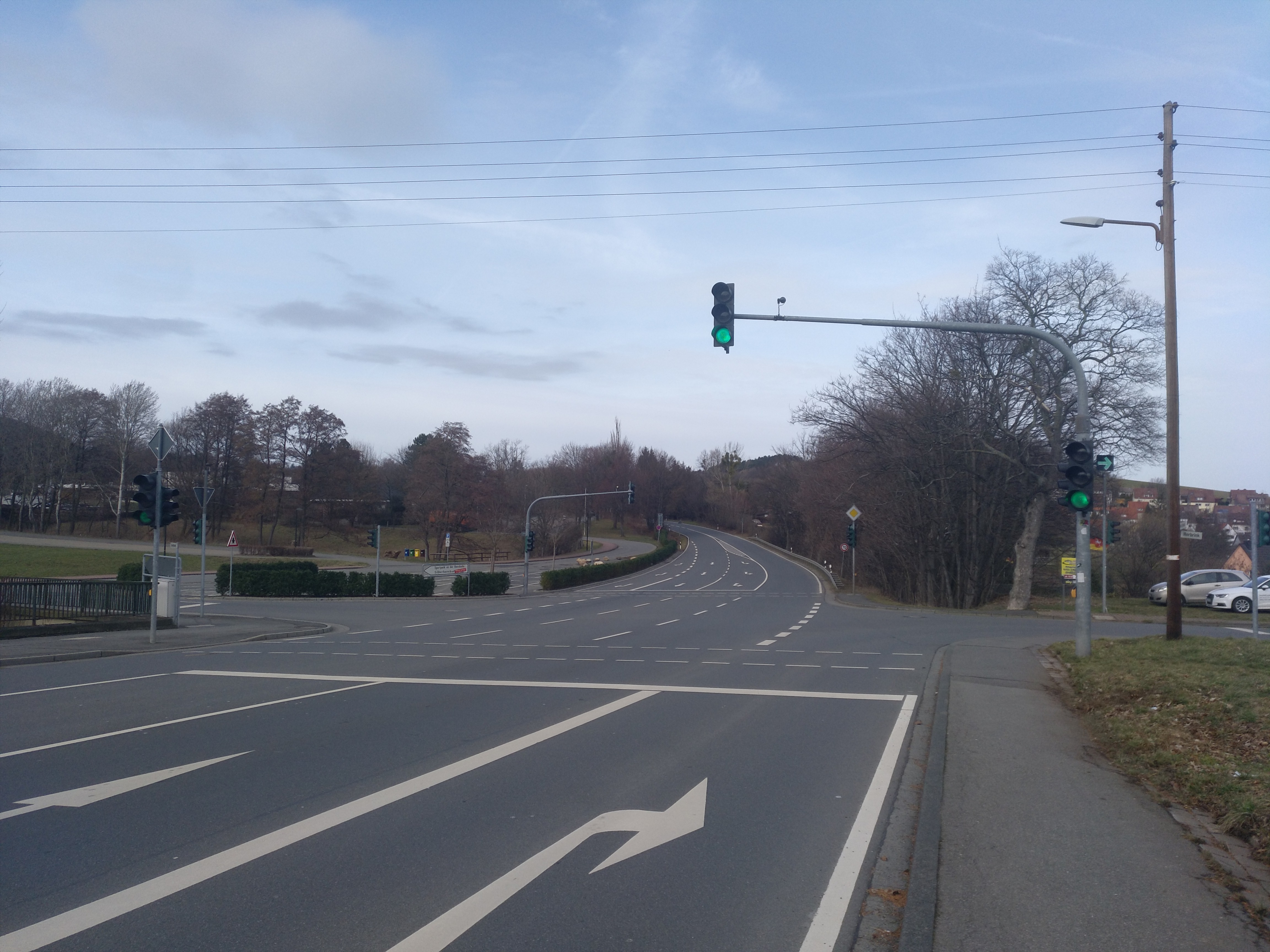
Die Landesstraße L 501 bei Schlewecke, bis 1987 Bundesstraße 6

### Wirtschaft
Schlewecke besitzt keine herausragende wirtschaftliche Bedeutung für die Stadt Bad Harzburg, zu erwähnen ist einzig die Kläranlage Harzburg im Radauanger. Nahe dieser Siedlung wurde im Oktober 1995 auf dem Güdeckenberg der Windpark Schlewecke eröffnet. Es handelt sich hierbei um den älteren und kleineren der beiden Windparks in Bad Harzburg (neben dem Windpark Harlingerode) mit einer Nennleistung von insgesamt 1,5 MW.

### Verkehr
Über die Kreisstraße K 30 besteht nach Osten hin ein Anschluss zur Abfahrt Westerode der Bundesstraße 4. Die Abfahrtrampen sind nur nach Norden hin vorhanden und führen unmittelbar auf das Bad Harzburger Dreieck, über das sowohl ein Anschluss an die Bundesstraße 6 (Goslar) als auch die Bundesautobahn 369 (Bad Harzburg – Vienenburg) und von hier aus über die Bundesautobahn 36 an den überregionalen Verkehr besteht.
Folgende Landes-, Kreis- und Gemeindestraßen führen durch oder aus Schlewecke:
| Nr.   | Name            | Verlauf                                                  |
| ----- | --------------- | -------------------------------------------------------- |
| L 501 | An der Rennbahn | Oker – Göttingerode – Herbrink – Bündheim – Bad Harzburg |
| K 30  | Bahnhofstraße   | Westerode – Mathildenhütte – K 70/Breite Straße          |
| K 70  | Breite Straße   | Harlingerode – Herbrink – K 30/Bahnhofstraße – Bündheim  |
|       | Herbrink        | K 70/Breite Straße – L 501                               |

Der Ort ist über die Buslinien 871 (KVG Braunschweig, Stadtverkehr Bad Harzburg) und 810 (KVG Braunschweig und RBB Busse, Goslar–Harlingerode-Schlewecke–Bad Harzburg) an den ÖPNV angebunden.

#### Bahnverkehr
Der Haltepunkt Schlewecke (Harz) war ein Haltepunkt an der Bahnstrecke Bad Harzburg–Oker (Streckenkilometer 34,20). Der Bahnsteig befand sich auf südlicher Seite unmittelbar nordwestlich der heutigen Bahnhofstraße. Anfangs war hier ein Fachwerkhaus als Empfangsgebäude vorhanden; dieses wurde später durch ein einfaches Wartehäuschen ersetzt.
Er wurde am 1. Mai 1912 zusammen mit der Bahnstrecke eröffnet; seine offizielle Auflassung erfolgte am 30. Juni 1976. Die nächste Station Richtung Oker war der Bahnhof Harlingerode, in Richtung Bad Harzburg der Bahnhof Bad Harzburg.

### Bildung
In Schlewecke befindet sich der städtische Kindergarten Bahnhofstraße 6b, der zusammen mit dem Kindergarten in Göttingerode seit 2012 über eine gemeinsame Leitung verfügt. Im Ort befindet sich weiterhin die Oberschule Bad Harzburg mit gegenwärtig (Stand: 2018) etwa 550 Schülern.

### Religion
Der Ort Schlewecke ist wie auch die restliche Region evangelisch-lutherisch mit einer großen katholischen Minderheit geprägt. Die evangelische Dorfkirche, ein Saalbau aus Fachwerk, wurde nach einer Inschrift im Kircheninneren im Jahr 1708 vollendet. Der reichgeschnitzte Kanzelaltar stammt aus der Erbauungszeit der Kirche.
Die nächste katholische Kirche befindet sich im Nachbarort Bündheim.

### Kultur und Sport
Durch seine sehr enge Verwobenheit mit dem Nachbarort Bündheim ist die kulturelle Souveränität von Schlewecke im Laufe der Zeit untergegangen. Der Ortskern ist idyllisch an der Gläsecke gelegen und beinhaltet einen Dorfteich mit Spielplatz. Unmittelbar westlich der Siedlung gelegen ist das mit Wanderwegen erschlossene Naturschutzgebiet Östlicher Langenberg; die an den Ort grenzende Flur Heisenkamp bietet einen guten Blick in das Harzburger Harzvorland.
In Schlewecke wurde im Jahr 1970 das Silberbornbad eröffnet, welches im Jahr 1994 erweitert wurde.
Schlewecke hat eine bewegte Sportgeschichte: Der MTV Schlewecke von 1890 war für lange Zeit der örtliche Sportverein in Schlewecke, als zweiter Verein tätig war der SV Grün-Weiß Schlewecke von 1920. Im Zuge der Gemeindefusion mit Bündheim fusionierte dieser mit dem TSV Bündheim von 1921 zur TSG Bündheim-Schlewecke. Diese fusionierte am 22. April 1993 mit dem Ballspielverein Bad Harzburg von 1950 e. V. zur TSG Bad Harzburg von 1890 e. V., die die Jahreszahl von dem ältesten Verein, dem schlewischen MTV übernahm.
Abgesehen von der Schützengesellschaft SG Schlewecke v. 1954 e. V. ist in Schlewecke kein Sportverein mehr ansässig, jedoch findet sich im Ort ein lokal bedeutendes Fitnesscenter.

## Persönlichkeiten
- Wilhelm Castendyck (* 1824; † 1895 in Schlewecke)